# 銀身湯鯉
銀身湯鯉（學名：Kuhlia nutabunda），為輻鰭魚綱鱸形目鱸亞目湯鯉科的其中一種，分布於東南太平洋復活節島海域，本魚體橢圓而側扁，眼大，下頷突出，體色銀色，魚鰭顏色較暗，尾鰭具有黑色邊緣，背鰭硬棘10枚；背鰭軟條11枚；臀鰭硬棘3枚；臀鰭軟條11枚，體長可達24.2公分，棲息在岩岸大型潮池，生活習性不明。